# 艾勒斯克宾
艾勒斯克宾是丹麦南丹麦大区的一个镇，面积90.45平方公里，人口6,712人（2008年）。其名稱中的在古諾爾斯語中是“商業小鎮”的意思。